# Anandamoyi Ma

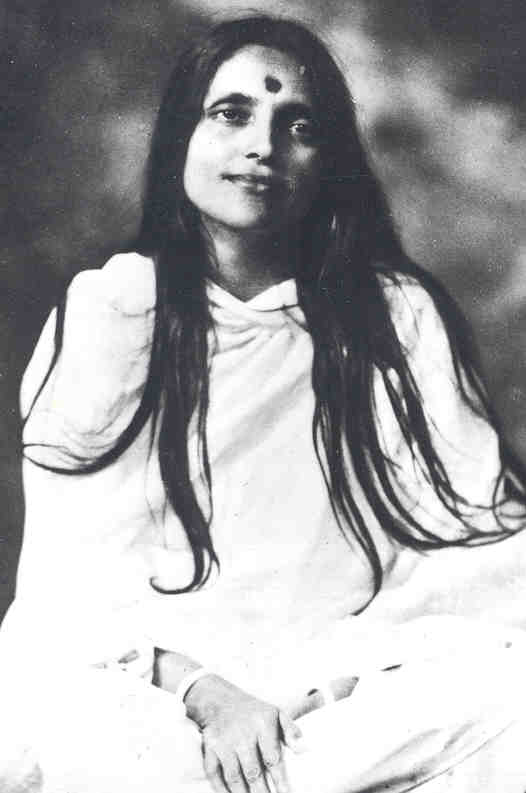
Sri Anandamoyi Ma

Anandamoyi Ma (Bengaals: আনন্দময়ী মা, ook wel Anandamayi Ma of Ananda Moni Lahiri) (Kheora, Bengalen, 30 april 1896 - Dehradun, 27 augustus 1982), was een spiritueel leider, goeroe, heilige en mystica uit Bengalen. Ze werd in haar tijd gezien als de belichaming van spirituele zaligheid. Haar naam betekent vertaald van geluk doordrongen moeder.
Anandamoyi was haar ashramnaam, maar ze heette ook Dakshayani, Kamala, Vimala, en Moeder van Shahbag. Anandamoyi zou paranormaal zijn geweest en in staat tot gebedsgenezing. Verder zijn er verschillende wonderen van haar gemeld. Swami Sivananda (Divine Life Society) zei over haar dat ze de fijnste bloem was die de Indiase bodem ooit had voortgebracht.
Het centrale thema in haar leer was dat elk mens de roeping had te komen tot zelfverwerkelijking. Alle andere verplichtingen zouden op de tweede plaats moeten komen. Ze riep echter niet op dat iedereen haar moest volgen. Dit zou zij omschrijven met dat iedereen vanuit zijn eigen standpunt gelijk heeft. Ze deed geen formele initiaties en wilde niet goeroe genoemd worden. Dit verklaarde ze door te zeggen: "alle wegen zijn mijn wegen" en "ik heb geen bepaald pad in het bijzonder." Ze onderwees hoe mensen een leven konden leiden waarin god centraal stond. Hoewel ze tantrisch was, zegende ze mensen van elk geloof, inclusief moslims en christenen.

## Boeken over Sri Anandamoyi Ma
- Fitzgerald, Joseph & Alexander Lipski (2007) The Essential Sri Anandamayi Ma: Life and Teaching of a 20th Century Indian Saint, World Wisdom, ISBN 978-1-933316-41-3
- Chaudhuri, Narayan, That Compassionate Touch of Ma Anandamayee
- Datta, Amulya Kumar, In Association with Sri Ma Anandamayi
- Ganguli, Anil, Anandamayi Ma the Mother Bliss-incarnate
- Giri, Gurupriya Ananda, Sri Ma Anandamayi
- Hallstrom, Lisa Lassell (1999) Mother of Bliss, Oxford University Press
- Joshi, Hari Ram Ma Anandamayi Lila, Memoirs of Hari Ram Joshi, Shree Shree Anandamayee Charitable Society, Calcutta
- Kaviraj, Gopinath Sri Sri Ma Anandamayi: Upadesa O Prasnottara, Bikram Sambat Pasyant Prakasani Calcutta
- Kaviraj, Gopinath (1967) Mother as Seen by Her Devotees, Shree Shree Anandamayee Sangha Varanasi
- Lipski, Alexander (1983) Life and Teachings of Sri Anandamayi ma, Orient Book Distributors
- Swami Atmananda, Matri Vani, From the Wisdom of Sri Anandamayi Ma
- Mukerji, Bithika A Bird on the Wing. Life and Teachings of Sri Ma Anandamayi
- Ray, J Mother As Revealed To Me, Bhaiji
- Swami Atmananda, Words of Sri Anandamayi Ma
- Yogananda, Paramahansa (1946) Autobiografie van een yogi, Uitgeverij Ank-Hermes, Deventer, hoofdstuk 45